# Geschichte der Juden auf den Philippinen
Die Geschichte der Juden auf den Philippinen begann während der spanischen Kolonialherrschaft im 16. Jahrhundert und fand ihren Höhepunkt zwischen 1938 und 1945 als etwa 1.300 jüdische Geflüchtete aus Europa und Shanghai vor der Verfolgung durch die Nationalsozialisten gerettet wurden. In der heutigen Republik der Philippinen gibt es eine kleine aktive jüdische Gemeinschaft in Metro Manila und Makati City. In Makati City befindet sich auch die einzige Synagoge des Landes. Nach dem Urteil des Historikers Jonathan Goldstein waren die Juden auf den Philippinen nie eine jüdische Gemeinde im klassischen Sinne, sondern die meiste Zeit über weltlich geprägt.

## Spanische Kolonialzeit
Die Geschichte der Juden auf den Philippinen begann unter der spanischen Kolonialherrschaft ab 1565. Zur Zeit der Reconquista hatte sich die Lebenssituation der Juden in Spanien zunehmend verschlechtert. Bereits seit dem 14. Jahrhundert hatte sich eine antisemitische Gesinnung auf der gesamten Iberischen Halbinsel verbreitet, die mehrere Wellen von Pogromen und Zwangsbekehrungen zum Christentum sowie eine zunehmende Segregation und Einschränkungen in der Berufsausübung mit sich brachte. Das Alhambra-Edikt von 1492 stellte Juden vor die Wahl zwischen Taufe und Exil. Konvertierte Neuchristen wurden als Conversos oder abwertend als Marranos (span. Schweine) bezeichnet und mit Misstrauen beäugt. Sie standen häufig unter dem Verdacht, als Kryptojuden ihre alte Religion heimlich auszuüben und wurden durch die Spanische Inquisition verfolgt. Viele Neuchristen flohen in die spanischen Kolonien, doch auch hier war die Inquisition aktiv.
Die ersten dokumentierten Conversos auf den Philippinen waren die Brüder Jorge und Domingo Rodríguez, deren Ankunft in den 1590er Jahren in Manila dokumentiert ist. Im Jahr 1593 waren die beiden in Mexico-Stadt verurteilt und inhaftiert worden, da die Inquisition kein eigenständiges Strafgericht auf den Philippinen besaß. In den kommenden Jahren wurden mindestens acht weitere Neuchristen von den Philippinen verurteilt. In dieser Zeit blieb die jüdische Gemeinde klein und unorganisiert.
Die erste größere Ansiedlung von Juden unter der spanischen Kolonialherrschaft erfolgte in den 1870er Jahren. Darunter waren die Brüder Adolphe (1849–1888), Raphael und Charles Levy aus dem Reichsland Elsaß-Lothringen, die auf der Flucht vor dem Deutsch-Französischen Krieg zunächst in die USA und nach einigen erfolglosen Geschäftsideen auf die Philippinen gekommen waren. 1873 gründeten sie zunächst ein Juweliergeschäft, danach die Import-Export-Firma La Estrella del Norte in Iloilo auf der Insel Panay. Sie handelten mit Edelsteinen, Medikamenten, Fahrrädern und später mit Autos. Eine weitere bekannte Persönlichkeit war Leopold Kahn, der unter anderem Manager von La Estrella del Norte and Levy Hermanos, Inc. war. Kahn wurde außerdem französischer Generalkonsul auf den Philippinen und Präsident der französischen Handelskammer.
Nach der Eröffnung des Suezkanals im März 1869 und der damit einhergehenden direkteren Handelsroute zwischen Europa und den Philippinen ließen sich weitere Juden aus der Türkei, Syrien und Ägypten auf den Philippinen nieder. Die jüdische Gemeinde war so auf etwa 50 Personen angewachsen.

## Amerikanische Kolonialzeit

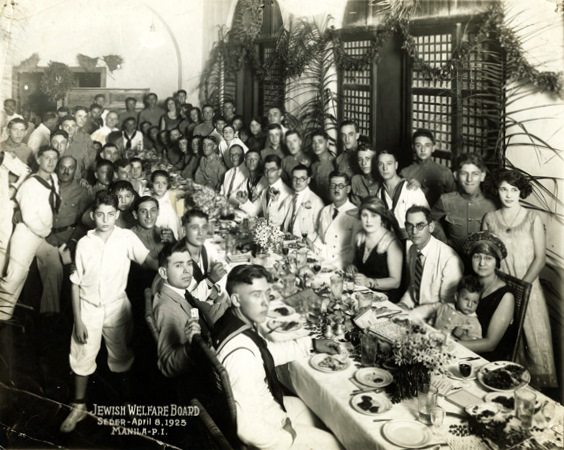
Die jüdische Gemeinde in Manila während des Pessachfestes im Jahr 1925

Am 10. Dezember 1898 wurden die Philippinen nach dem Spanisch-Amerikanischen Krieg offiziell unter US-amerikanische Vorherrschaft gestellt. Erst jetzt war Juden die offene Religionsausübung gestattet. Jüdische Soldaten und Lehrer aus den USA siedelten sich in dieser Zeit auf den Philippinen an, sodass 1918 etwa 150 Juden in Manila lebten. Zudem flohen Juden aus Russland nach der Oktoberrevolution vor Verfolgung auf die Philippinen. 1922 wurde eine jüdische Gemeinde gegründet und 1924 die erste Synagoge eingeweiht, Temple Emil an der William Howard Taft Avenue in Manila. Auch ein jüdischer Friedhof kam hinzu.
In den Jahren vor dem Zweiten Weltkrieg hatten die jüdischen Einwohner der Philippinen großen Anteil am wirtschaftlichen Aufschwung. Sie eröffneten die ersten modernen Einkaufshäuser und Autohandlungen, arbeiteten als Ärzte und Architekten und waren erfolgreiche Geschäftsleute in der Bekleidungs- und Tabakindustrie. Die meisten hatten sich stark an die vorwiegend katholische Gesellschaft assimiliert. In den frühen 1930er Jahren war die jüdische Gemeinschaft in Manila auf etwa 500 Personen angewachsen.
Emil Bachrach (1874–1937) war eine bekannte Persönlichkeit der jüdischen Gemeinde. 1901 war er nach Manila gekommen und hatte dort ein lukratives Handelsimperium aufgebaut. Nach einer erfolgreichen Möbelfirma gründete er Bachrach Motors Inc und daraufhin die Philippine Air Taxi Co (PATCO) im Jahr 1930. Er war Philanthrop und finanzierte unter anderem den Bau der ersten Synagoge, die ihm zu Ehren Temple Emil genannt wurde. Diese war vor allem für hohe Feiertage in Benutzung. Weitere bekannte Persönlichkeiten waren die vier Brüder Philip, Alex, Morris und Herbert Frieder aus Cincinnati, die 1918 zum ersten Mal auf die Philippinen gereist waren und hier kurz darauf eine Tabakfabrik, die Helena Cigar Factory, eröffneten.
Während der Ära des Commonwealth der Philippinen (1935–46) wurden die Inseln zu einem sicheren Hafen für jüdische Geflüchtete aus Europa. Die erste größere Gruppe von Juden, die in Manila eintrafen, waren tatsächlich aus der jüdischen Gemeinschaft in Shanghai. Aufgrund der Besetzung Shanghais durch die Japaner im Jahr 1937, war die dortige Bevölkerung in ernsthafter Gefahr. Es bestand die begründete Sorge, dass Japan als Bündnispartner der Nationalsozialisten ebenfalls antisemitische Maßnahmen einführen würde. Zudem zeigte die Gestapo vermehrt Präsenz in Shanghai. Unter der Leitung der Frieder-Brüder gründete die jüdische Gemeinde von Manila daher das Jewish Refugee Committee of Manila (JRC), das zunächst die Rettung deutschstämmiger Juden aus Shanghai und später auch aus Europa zum Ziel hatte. Daraufhin erreichten 30 jüdische Familien aus Shanghai die Philippinen.
Die Rettung Geflüchteter involvierte zahlreiche Personen und Institutionen auf den Philippinen, in den USA und in Deutschland. Zwar war die Zustimmung von Präsident Manuel Quezon wichtig, doch aufgrund ihres Status als Commonwealth lagen außenpolitische Entscheidungen weiterhin vollständig in der Hand der USA. Allerdings gab es auch Gegner des Plans: So sprach sich Emilio Aguinaldo 1928 gegen die Aufnahme von Juden aus Europa aus. Das JRC wurde durch High Commissioner Paul McNutt und Präsident Quezon dazu autorisiert, bei der Auswahl der Bewerber um Visas gutachterisch tätig zu werden. Das Immigrationsprogramm stand nie allen verfolgten Juden offen, sondern selektierte Bewerber nach verschiedenen Kriterien. Es wurden hauptsächlich temporäre Aufenthaltsgenehmigungen für die Dauer von zwei Jahren vergeben. Um sich für das Programm zu qualifizieren, musste unter anderem eine Qualifikation in einem von vierzehn anerkannten Berufen nachgewiesen werden; eine davon war die Fertigung von Zigarren. Max Weissler, dessen Familie ohne die Unterstützung des JRC immigrierte, bezeichnete die philippinische Einwanderungspolitik als „selektive Rettung“. Darüber hinaus hatte die philippinische Regierung ein Siedlungsprojekt mit 10.000 Geflüchteten auf der Philippinischen Insel Mindanao geplant, wo zu dieser Zeit vor allem Muslime und Japaner lebten. Allerdings wurden diese Pläne aufgrund des Kriegsgeschehens nicht mehr realisiert. Insgesamt konnten zwischen 1937 und 1941 etwa 1.300 jüdische Geflüchtete aus Europa gerettet werden.
Feng-Shan Ho, der chinesische Generalkonsul in Österreich, verhalf nach dem „Anschluss“ Österreichs an das Deutsche Reich im Jahr 1938 vielen dort ansässigen Juden zur Flucht (unter anderem auf die Philippinen). Unter ihnen war auch der österreichische Filmpionier Arthur Gottlein.
Nach den  Novemberpogromen 1938 in Deutschland kam es in Manila zu Protestmärschen.

## Japanische Besatzung
Vor dem japanischen Angriff auf Pearl Harbor waren mehr als 1.300 Juden aus Europa auf die Philippinen immigriert. Die Gemeinde in Manila war so bis 1941 auf etwa 2.500 Personen angewachsen. Nach dem Einfall der Japaner in Manila im Dezember 1941 wurden alle Zivilisten mit „feindlicher“ Staatszugehörigkeit zunächst im University-of-Santo-Tomas-Internierungslager  (STIC) gefangen gehalten, später im Los Baños-Internierungslager und dem alten Gefängnis von Manila. Darunter waren etwa 250 Juden, auch viele der einflussreichen US-amerikanischen Gemeindemitglieder, aber auch Juden aus Großbritannien und dem britischen Commonwealth, den Niederlanden und Polen sowie Personen ohne Staatsangehörigkeit. Die Japaner machten als Verbündete des Deutschen Reiches keinen Unterschied zwischen Deutschen Bürgern und aus Deutschland emigrierten Juden, sodass hunderte von deutsch- und österreichstämmige Juden von der Internierung verschont blieben. Die japanischen Besatzer überließen die Gefangenen weitgehend sich selbst, sodass die Inhaftierten also unter Krankheiten, Mangelernährung und Schutz vor Wind und Wetter zu litten und auf die Hilfe nicht internierter Gemeindemitglieder angewiesen waren.
Unter der japanischen Herrschaft kam es zudem immer wieder zu unangekündigten Durchsuchungen und Beschlagnahmungen privater Wohnhäuser und Geschäfte, um Platz für weitere Soldatenunterkünfte zu schaffen. Auch die Synagoge wurde enteignet und als Munitionslager genutzt. Grausame Körperstrafen, wie Schläge, Folter, Internierung, grausame Tötungen waren die Norm im Falle von Zuwiderhandlungen durch die Zivilbevölkerung. Ab 1943 wurde unter dem Einfluss der deutschen Verbündeten zudem eine antisemitische Propaganda-Kampagne gegen nicht internierte deutschstämmige Juden gestartet. Es kursierten bereits Gerüchte über Pläne für ein jüdisches Ghetto. Diese Maßnahmen konnten nur durch die Verhandlungen einflussreicher Vertreter der jüdischen Gemeinde mit den Japanern abgewendet werden. Es ist weder eine besondere Bevorzugung von Juden noch eine gesonderte Verfolgung durch die japanischen Besatzer festzustellen, sie litten ebenso unter der Terrorherrschaft wie der Rest der Zivilbevölkerung.

## Philippinische Republik
In der Nachkriegszeit nahm die Zahl der auf den Philippinen lebenden Juden rapide ab: Waren es direkt nach Kriegsende noch etwa 2.500 Personen – darunter viele Flüchtlinge aus China, Japan, Korea und Singapur – war die Gemeinschaft 1949 bereits auf 400 geschrumpft. Viele kehrten den Kriegszerstörungen den Rücken und wanderten in die USA oder nach Israel aus. Die Synagoge Temple Emil und Bachrach Hall waren zunächst von den Japanern als Munitionslager genutzt und schließlich in der Schlacht um Manila vollkommen zerstört worden. Auch die Stadt selbst hatte schwere Schäden davon getragen.
Sergio Della Pergola, ein Demograf der Hebräischen Universität Jerusalem, schätzte die jüdische Gemeinschaft auf den Philippinen im Jahr 2000 auf zwischen 100 und 300 Personen. Ihm zufolge besteht sie vor allem aus jüdischen Geschäftsleuten, Diplomaten und US-amerikanischen Soldaten.
In Metro Manila befindet sich die größte jüdische Gemeinschaft auf den Philippinen, die aus etwa 70 Familien besteht. Die jüdische Bevölkerung setzt sich aus Aschkenasim, Misrachim, Sephardim, US-Amerikanern, Kanadiern, Briten, Israelis und Philippinos zusammen. Die Beth Yaacov-Synagoge in Makati City ist die einzige des Lande. Sie wurde vom Brasilianischen Bankkaufmann Jakob Safra gegründet. Daneben gibt es etwa seit 2005 einen lockeren Zusammenschluss von Juden, die sich selbst Bagel Boys nennen. Viele von ihnen sind ehemalige US-Soldaten und mit Philippinas verheiratet. Sie treffen sich zum Gottesdienst meist nicht in Synagogen, sondern abwechselnd in privaten Wohnhäusern. Die Bagel Boys ordnet der Historiker Jonathan Goldstein als neue multikulturelle, multiethnische und transnationale Strömung des Judentums in der Diaspora ein.

## Israelisch-philippinische Beziehungen
Seit 1957 unterhalten die Philippinen und Israel diplomatische Beziehungen. Die Philippinen waren zudem der einzige Staat in Asien, der 1947 dem UN-Teilungsplan für Palästina und damit der Gründung eines israelischen Staates in Palästina zustimmte. Seit 2009 erinnert das Denkmal Open Doors im Holocaus Memorial Park der israelischen Stadt Rischon LeZion an die Rolle der Philippinen bei der Rettung von jüdischen Geflüchteten und dient darüber hinaus als Zeichen für die Freundschaft zwischen Juden und Philippinos.